# TU Геркулеса
TU Геркулеса (лат. TU Herculis) — кратная звезда в созвездии Геркулеса на расстоянии приблизительно 1525 световых лет (около 468 парсек) от Солнца. Видимая звёздная величина звезды — от +13,7m до +10,88m.
Пара первого и второго компонентов — двойная затменная переменная звезда типа Алголя (EA)*. Орбитальный период — около 2,267 суток.
Открыта Куно Хофмейстером в 1915, 1919 годах*.

## Характеристики
Первый компонент — жёлто-белая пульсирующая переменная звезда типа Дельты Щита (DSCT) спектрального класса F5, или F0III-IV, или A5. Масса — около 1,43 солнечной, радиус — около 1,6 солнечного, светимость — около 9,1 солнечной. Эффективная температура — около 7553 K.
Второй компонент — красная звезда спектрального класса M1*. Масса — около 0,57 солнечной, радиус — около 2,7 солнечного, светимость — около 0,89 солнечной.
Третий компонент. Масса — не менее 2,43 солнечной*. Орбитальный период — около 26281 суток (71,953 года)*. Удалён не более, чем на 12,85 а.е.*.
Четвёртый компонент. Масса — не менее 1,27 солнечной*. Орбитальный период — около 12058 суток (33,013 года)*. Удалён не более, чем на 9,35 а.е.*.